# Betamax

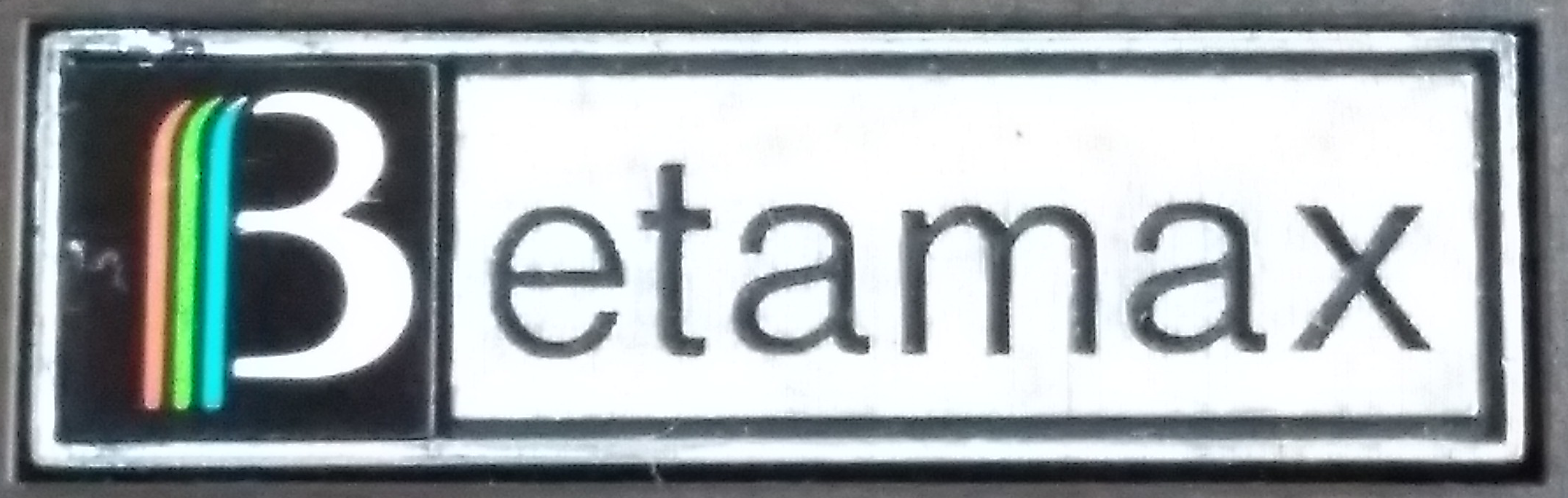
Logo

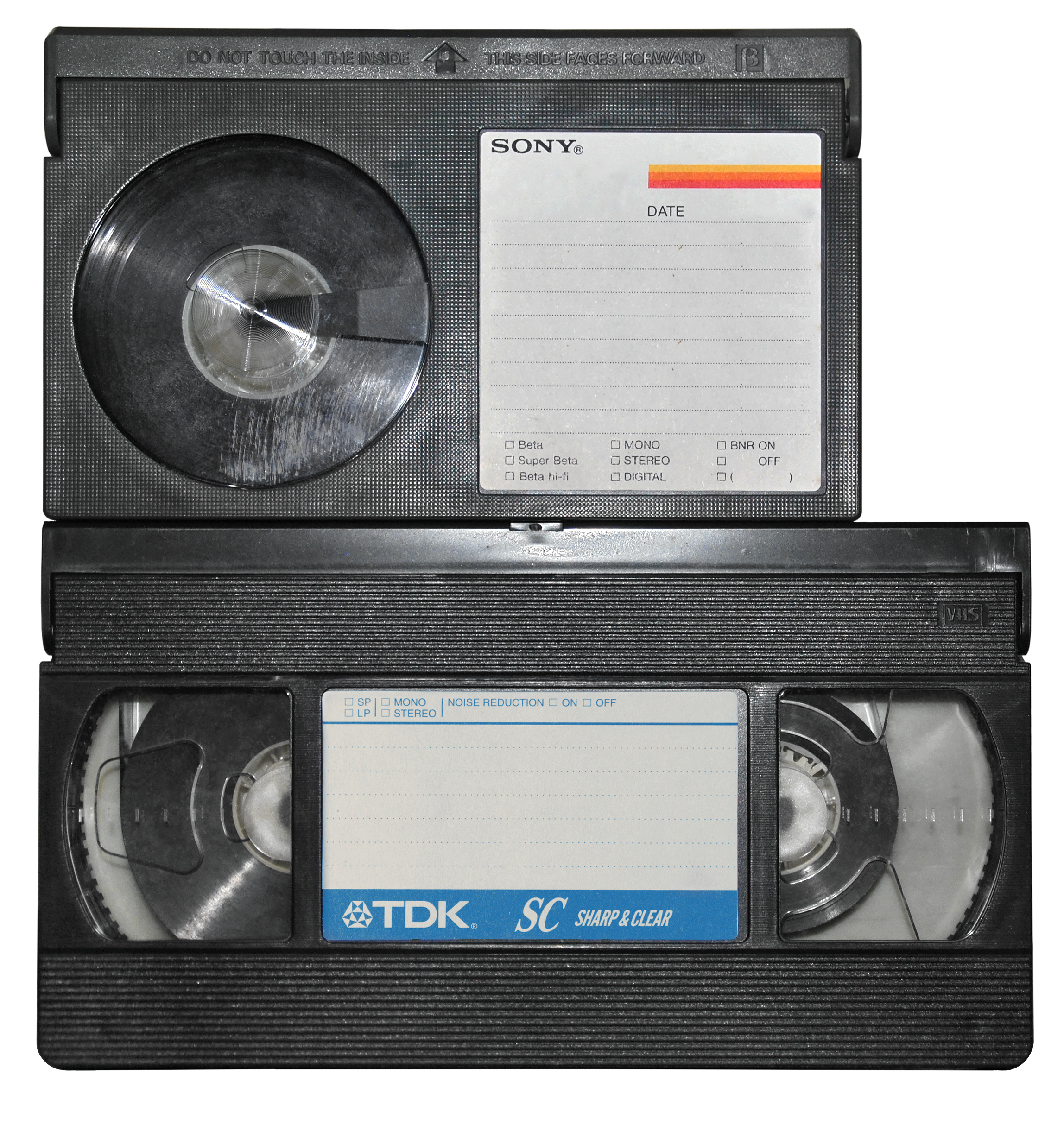
Betamax-Videokassette L-750 im Größenvergleich mit VHS-Kassette. Die Betamax-Kassette hat eine Laufzeit von 195 Minuten.

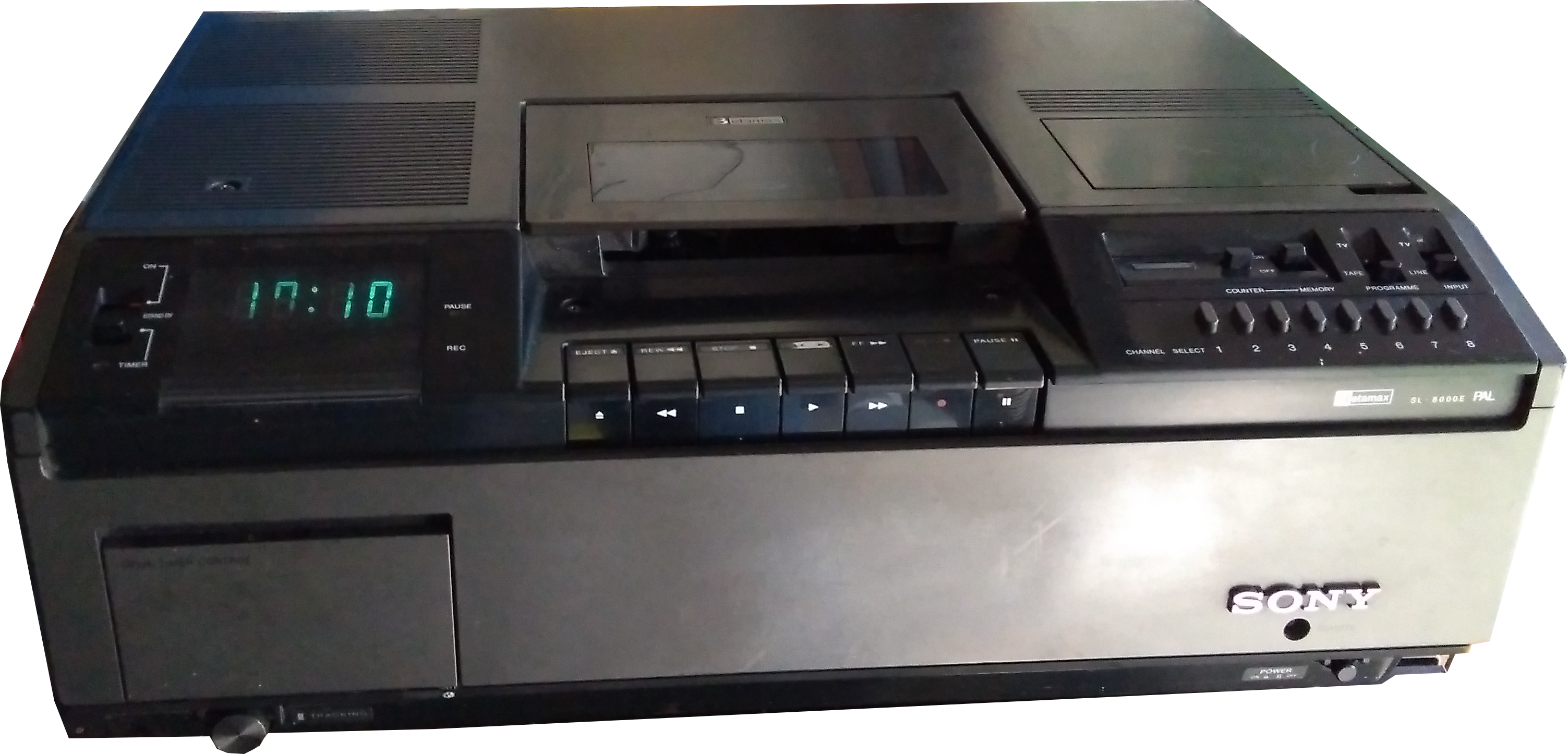
Sony Betamax-Sl-8000E-Videorekorder. Der Sl-8000E war der erste in Deutschland erhältliche Betamax-Rekorder. Er wog 19,5 kg, war 52 cm breit, 40 cm tief und 20 cm hoch.

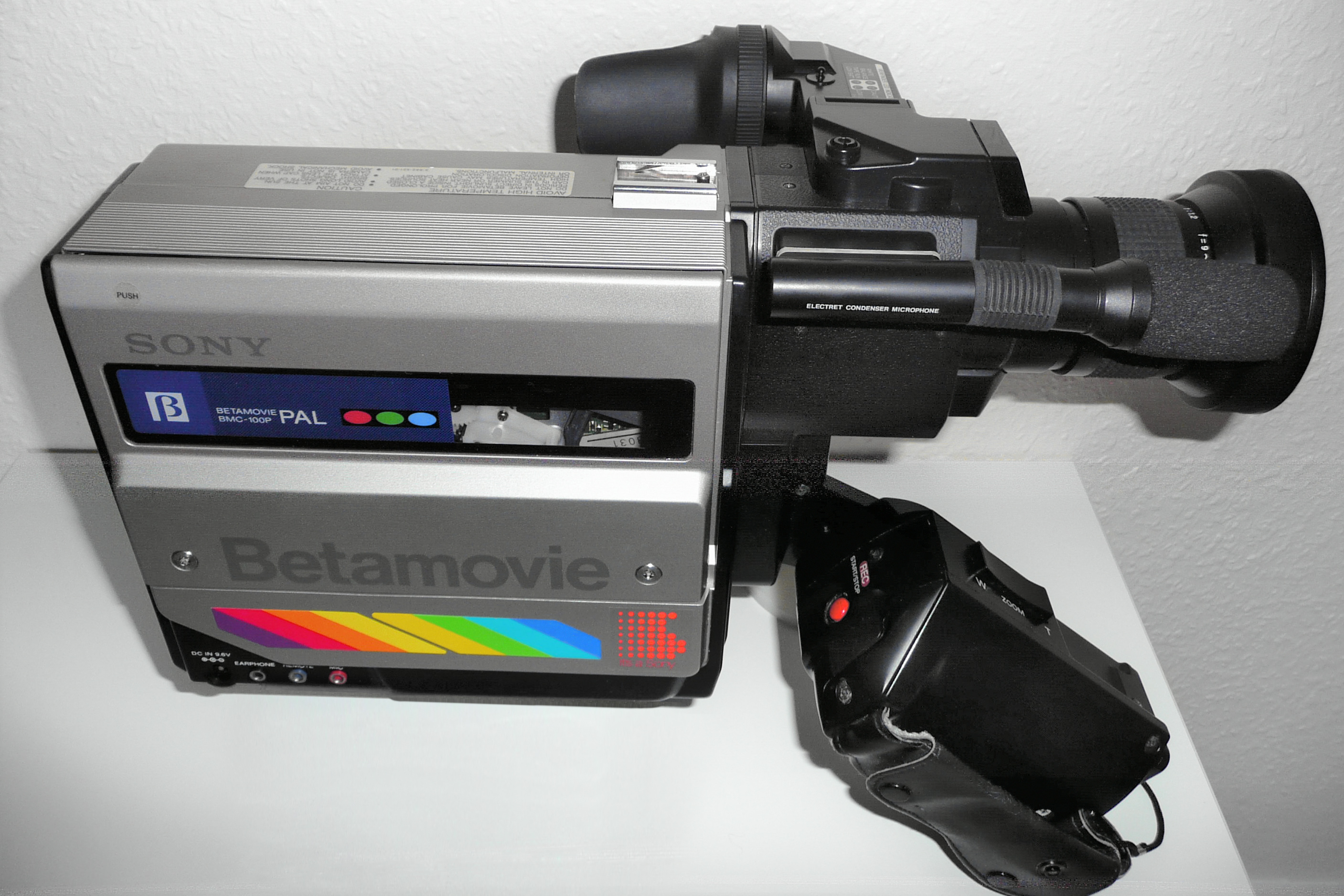
Sony Betamovie BMC-100P (1983)

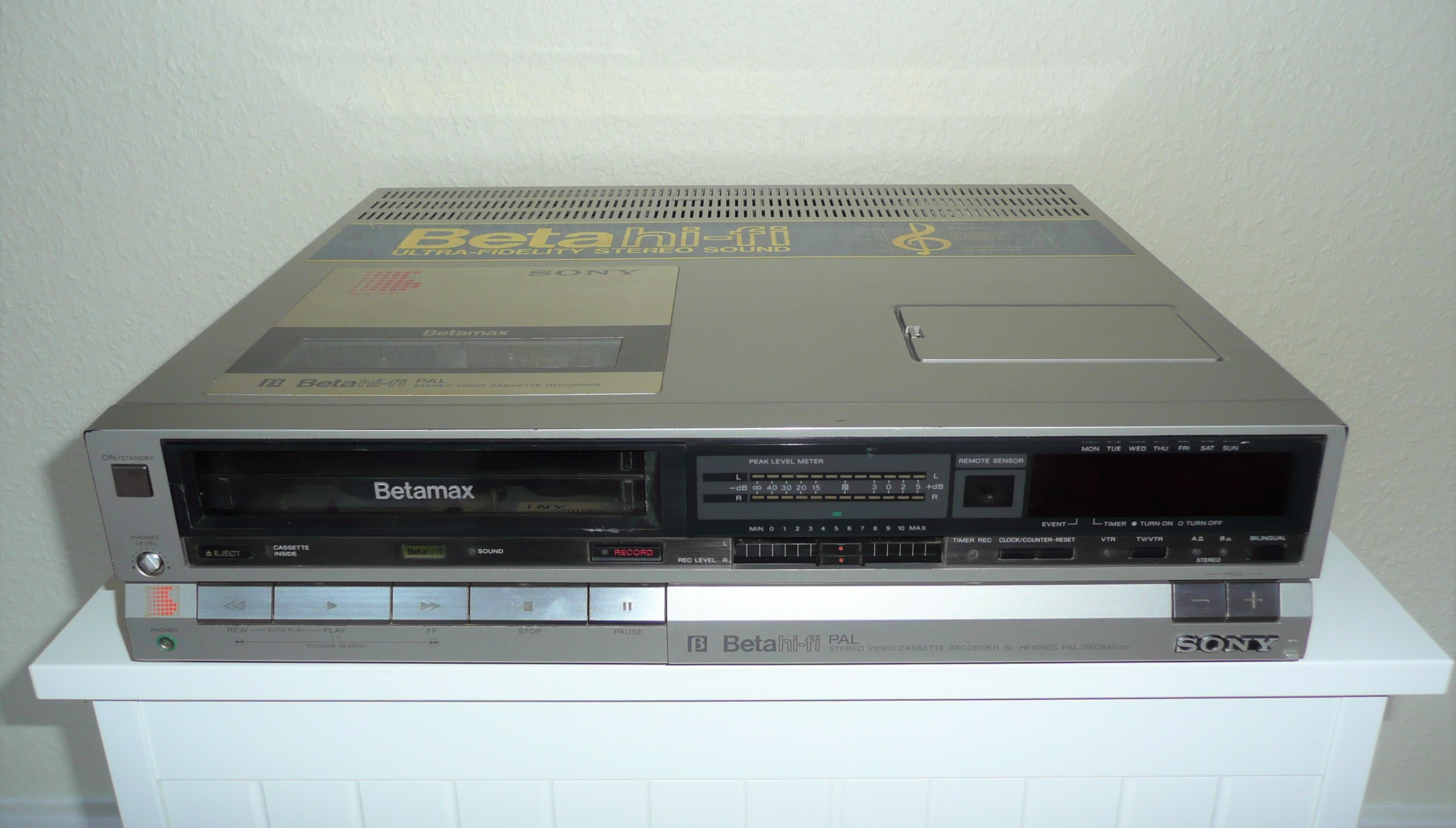
Späterer Betamax-Rekorder SL-HF100

Betamax ist der Markenname eines von Sony in den siebziger Jahren entwickelten Halbzoll-Magnetbandsystems zur Aufzeichnung von analogen Video- und Audiosignalen. Betamax wurde für den Endverbrauchermarkt entwickelt und erschien 1975 erstmals in den USA und Japan auf dem Markt.  Die Einführung in der Bundesrepublik Deutschland erfolgte 1978. Betamax-Anbieter waren Sony (Systementwickler), Fisher, NEC, Sanyo, Toshiba und Wega.
Betamax konnte sich im Formatkrieg nicht gegenüber VHS bzw. Video2000 durchsetzen. 
Während die meisten Hersteller (in Europa) spätestens Ende 1986 die Produktion einstellten, blieb zumindest von Sony bis Ende 1995 ein einfaches Gerät (kein Stereo, keine Extras) lieferbar, welches aber mit einer UVP von 1799 DM (inflationsbereinigt 2135 Euro; Stand 2022) keine wirklichen Abnehmer mehr fand. 
Betamax war zudem ein Politikum: Filmproduktionsgesellschaften wollten nicht, dass Privatpersonen Filme kopieren konnten. Zu den langwierigen Rechtsstreitigkeiten gehörte auch das sogenannte Betamax-Urteil von 1984 in den USA, welches Sony von dem Vorwurf freisprach, der Schwarzkopiererei Beihilfe zu leisten. Dieses Urteil hat mit dem Aufkommen von Musiktauschbörsen im Internet neue Bedeutung erlangt.
Der Produktionsstopp für die letzten Sony-Betamax-Geräte EDV-9000 und SL-200D wurde am 27. August 2002 bekanntgegeben. Bis dahin verkaufte Sony insgesamt weltweit 18 Millionen Betamax-Abspielgeräte, davon vier Millionen in Japan.
Am 10. November 2015 gab Sony bekannt, die Produktion von Betamax-Kassetten und von MicroMV-Kassetten bis März 2016 einzustellen.

## Formate

### Betamax
Das handelsübliche Standardformat war die L-750-Kassette, die eine Spielzeit von 195 Minuten hat. Weniger verbreitet war die L-830 mit einer Maximallaufzeit von 215 Minuten. Weitere Formate sind L-125 (30 Minuten), L-165 (45 Minuten), L-250 (65 Minuten), L-370 (95 Minuten) und L-500 (130 Minuten). Die Zahl steht dabei für die Länge des Bandes in Fuß, was insbesondere Nutzer anderer Systeme irritieren konnte, da bei allen konkurrierenden Systemen die Laufzeit in Minuten angegeben war.
Ein weiterer Nachteil der Kassette im Betamax-typischen Design bestand darin, dass man nicht mit bloßem Auge erkennen konnte, ob die Kassette vollständig zurückgespult ist, da man es seitens der Entwickler vorzog, die Spule mit dem verbliebenen Bandvorrat sehen zu können. Einen ähnlichen Nachteil hatten allerdings auch Kassetten des VCR-Systems, nur dass man dort die bereits genutzte Bandlänge sehen konnte (das Band wurde von unten nach oben gewickelt). Spätere Betamax-Videokassetten hatten ein neues Design, welches dieses Problem löste.
Die Bandgeschwindigkeit betrug in Deutschland bei Betamax (PAL) 1,87 cm/s. Das entspricht bei einer Breite des Bandes von einem halben Zoll etwa 2,5 cm²/s. Zum Vergleich die VHS-(PAL/SP)-Bandtransportgeschwindigkeit: 2,34 cm/s. Das entspricht bei der Breite des Bandes von einem halben Zoll etwa 2,97 cm²/s. VHS hatte eine um 20 % geringere Speicherdichte und verbrauchte somit 20 % mehr Bandmaterial pro Spielzeit. 
Der Betamax-Standard stellte auch die Möglichkeit zur Verfügung, mit Hilfe eines Zusatzgerätes PCM-codierten digitalen Ton anstelle des Bildes aufzuzeichnen.

### Superbeta
Eine Weiterentwicklung des Betamax-Systems war das Mitte der 1980er-Jahre eingeführte Superbeta-Format. (Superbeta ist eine Marke der Sony Corp.) Superbeta war abwärtskompatibel zum normalen Betamax-Format, d. h. alle Superbeta-Recorder konnten auch Kassetten im Standard-Betamax-Format aufzeichnen und wiedergeben. Superbeta hatte im Vergleich zu Betamax eine deutlich höhere Auflösung sowie geringeres Bildrauschen, erreichte jedoch nicht ganz die Qualität des ebenfalls zu dieser Zeit veröffentlichten Super-VHS-Systems.

### ED-Beta
Sonys letzter Versuch, das Betamax-Format am Leben zu erhalten, war ED-Beta (ED-Beta ist eine Marke der Sony Corp.), eine Weiterentwicklung des Superbeta-Systems. ED-Beta war mit einem Videofrequenzgang von 6,5 MHz, was einer Auflösung von etwa 500 Linien entspricht (Vergleich: S-VHS ca. 400 Linien, VHS ca. 250 Linien), das beste analoge Videosystem für den Heimgebrauch und könnte durchaus auch mit digitalen Formaten wie DVD und DV konkurrieren. Auch ED-Beta war abwärtskompatibel zu den Vorgängern Betamax und Superbeta. ED-Beta-Kassetten glichen optisch den herkömmlichen Betamax-Kassetten, verwendeten jedoch ein spezielles, metallbeschichtetes Band.
ED-Beta existierte nur in den USA und in Japan; es verschwand dort sehr schnell vom Markt. Sony unternahm keine Versuche mehr, das System in Europa zu vermarkten.

### Betacam und weitere Formate
Sony entwickelte Anfang der 1980er Jahre aus dem Betamax-Format Videosysteme für professionelle und Broadcast-Anwendungen. In diesem hochpreisigen Bereich wurden unter Verwendung damals völlig neuartiger Zeitmultiplex-Aufzeichnungsverfahren zunächst Betacam, später Betacam SP und ab Mitte der 1990er Jahre Digital Betacam, Betacam SX und später HDCAM sowie IMX (eine Art MPEG-Betacam) eingeführt. Diese Formate sind allerdings nicht mit Betamax kompatibel; teils sind sie auch untereinander inkompatibel.
Das Kassettenformat von Betamax kommt auch für die professionellen Betacam-Systeme zur Anwendung. Allerdings enthalten diese Kassetten höherwertige Bänder und verwenden neben einem anderen Spurbild auch abweichende Bandgeschwindigkeiten. Daneben gibt es bei Betacam und den daraus abgeleiteten Systemen auch eine große Kassette (L-Size), die bei Betamax wegen der da ohnehin bereits längeren Laufzeit nicht zur Verfügung steht.